# Route en 2+1

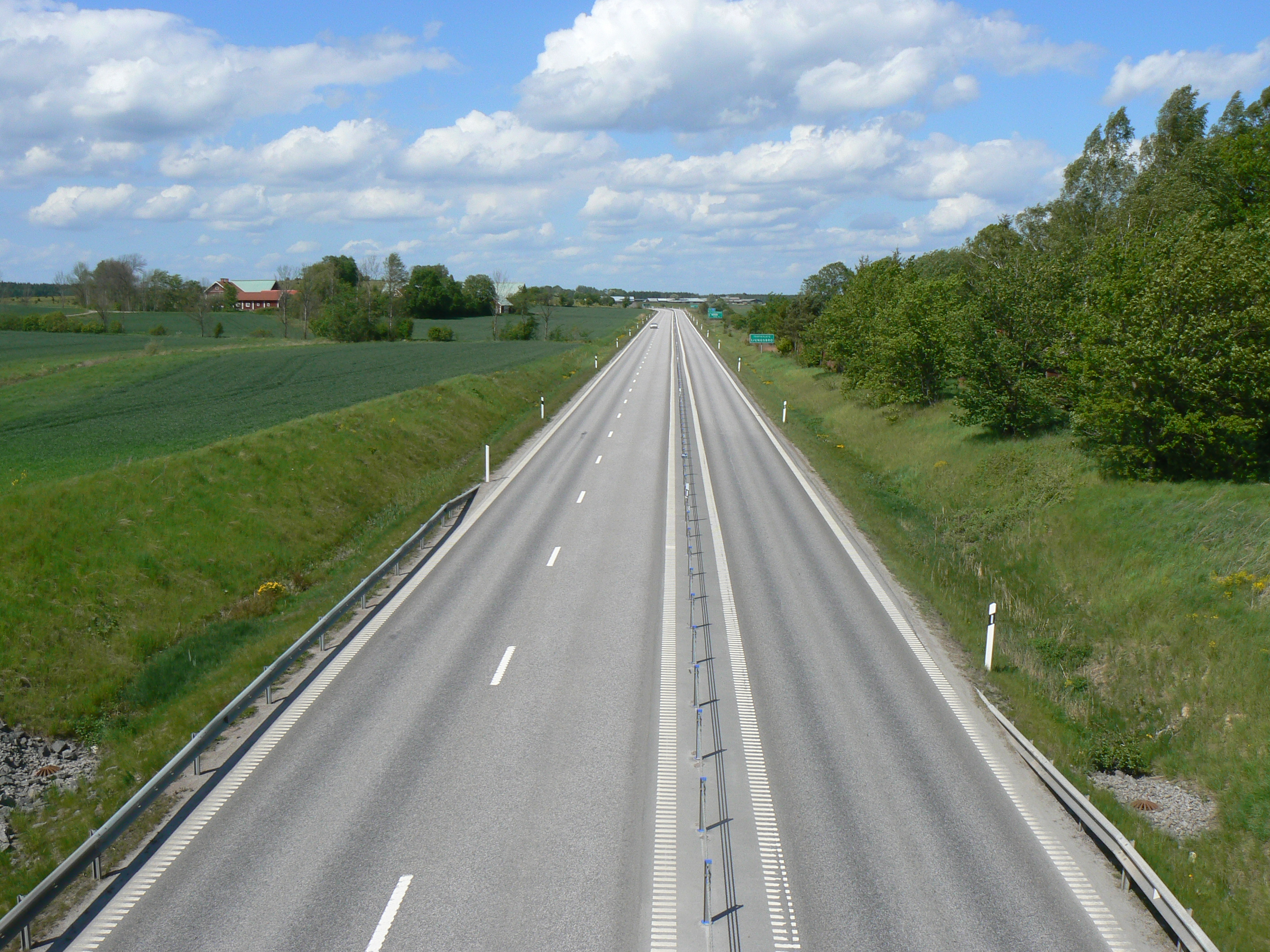
Route en 2+1 avec une glissière près de Linköping, Suède

Une route en 2+1 est une catégorie spéciale de route à trois voies qui consiste en deux voies dans un sens et une dans l'autre, avec une alternance des sections régulière. Les sens de circulation sont en général séparés par une glissière de sécurité.
Les routes en 2+1 permettent un dépassement des véhicules lents en toute sécurité.
Les routes traditionnelles qui ont une largeur minimale de 13 m peuvent être transformées en 2+1, ce qui permet d'augmenter la sécurité du tronçon à moindre coût par rapport à la transformation en autoroute ou voie rapide. De nombreux pays tels que le Canada, le Danemark, la France, l'Irlande et la Suède les ont promues depuis les années 1990.
Elles sont à distinguer des sections en 2-1 road qui ne possèdent que deux voies mais des bas côtés larges pour les piétons et les véhicules lents qui peuvent se ranger pour être dépassés et que l'on trouve volontiers dans certains pays (Espagne) mais rarement en France.

## Panneaux de signalisation

Exemples de panneaux rencontrés sur une route en 2+1 (en Irlande)
Ajout d'une bande
Retour en une seule bande de circulation
Idem
Retour à une section sans séparation physique

## Histoire des routes à 3 voies en France, plus tard aménagés en 2+1

### Risques d'accident sur les anciennes routes à 3 voies

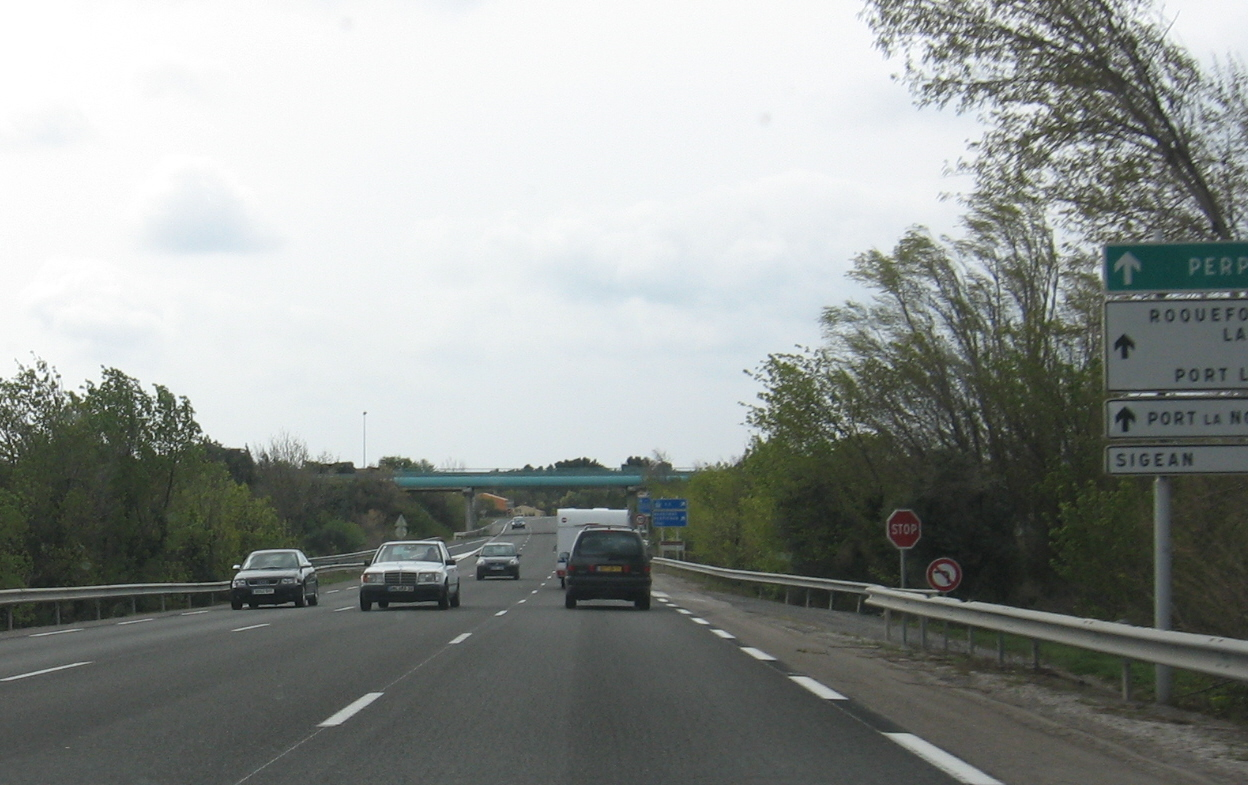
Photo de la RD 6009, auparavant la RN9, encore en ancien état à 3 voies

Au début des années 1960 le réseau des autoroutes en France était encore très limité, alors que de plus en plus de gens avaient une voiture. Pour faciliter le dépassement, même en cas de trafic important, de nombreuses routes ont été munies d'une troisième voie ; le dépassement se faisait alors par le milieu. Les routes à 3 voies étaient alors omniprésentes en France, où le réseau des routes nationales était aménagé pour héberger la plus grande partie du trafic. À cause de ses fréquentes collisions frontales, ce type de route est surnommée aux États-Unis «suicide lane», voie de suicide.

### Routes à 3 voies sur les cartes routières
Les routes à 3 voies étaient néanmoins plus rapides à conduire, comparées aux anciennes routes à 2 voies étroites. Cela a incité l'éditeur Michelin à indiquer la largeur des routes et le nombre de voies sur leurs cartes routières, leur donnant une qualité unique et très avantageuse sur les cartes routières des autres éditeurs. La correction manuelle des cartes routières devenant de plus en plus chère, Michelin n'arrivait plus a suivre la suppression progressive de la troisième voie. Ce manque d'actualisation menait à des largeurs de routes et des nombres de voies mal présentés sur leurs cartes routières. Il s'est ensuivi une simplification, encore très regrettée par les collectionneurs, avec la disparition de la route à 3 voies de la légende des cartes routières Michelin.

### Fin de l'insécurité de la voie de dépassement à double sens
Depuis que la grande campagne de sensibilisation pour la sécurité routière a débuté en France, au début des années 1990, les routes à 3 voies ont été supprimées progressivement, afin d'éviter les collisions frontales et diminuer le nombre de victimes mortelles. Certaines routes à 3 voies étaient aménagées en routes 2+1, la direction de dépassement alternant. Autour des carrefours à niveau la voie au milieu est souvent devenue une voie-îlot pour faciliter le tourner à gauche. Là où la route passe par une zone urbanisée, la troisième voie a souvent été supprimée. Pour diminuer le trafic ou réduire la vitesse en ville, surtout sur les routes longues et droites (invitant aux excès de vitesse), on a souvent remplacé la troisième voie au milieu par un terre-plein central, parfois fleuri.

## Exemples de 2+1 hors de la France
Des routes à 2+1 voie ont connu un grand succès en Suède, Allemagne, et, depuis 2006, aussi en Irlande.
En Belgique, certains tronçons de la N4, N5 et N29 entre autres. 
Pour plus de détails, voir l'article spécifique en anglais : 
- (en) Cet article est partiellement ou en totalité issu de l’article de Wikipédia en anglais intitulé « 2+1 road » (voir la liste des auteurs). qui fait le bilan pour tous les pays.